# Hernando's Hideaway
Hernando's Hideaway è una celeberrima canzone tango scritta per il musical del 1954, The Pajama Game, di Richard Adler, dal quale venne tratto, nel 1957, l'omonimo film.
Il testo della canzone, in lingua inglese, tratta dell'atmosfera equivoca e oscura di un nightclub appartato, dove poter stare in completa privacy e dove si possono scorgere solo silhouette e sentire solo nacchere.
Ci sono stati numerosi artisti che hanno registrato versioni della canzone, tra i quali è possibile citare Ella Fitzgerald, Franck Pourcel ed i Johnston Brothers. La versione dei Johnston Brothers è stata inserita come brano nelle colonne sonore di film moderni come Snatch - Lo strappo e Diverso da chi?.